# Arthur De Greef
Arthur De Greef (født 10. oktober 1862 i Leuven, Belgien – død 29. august 1940)
var en belgisk komponist og pianist.
De Greef studerede klaver på det kongelige musikkonservatorium i Bryssel , og er selvlært som komponist. Han har skrevet orkesterværker , kammermusik og klaverværker.
Han var lærer i klaver på Bryssel musikkonservatorium. 

## Udvalgte værker
- Italian Suite
- Flandre Suite
- Humoresque – for orkester
- fire flamske sange
- to klaverkoncerter
- to sonater fro violin og klaver
- trio i F for violin , cello og klaver
- Slanting rays of the sun – for orkester